# نيل ميلر (كاتب)
نيل ميلر (بالإنجليزية: Neil Miller)‏ هو مؤرخ وصحفي وكاتب ومؤلف أمريكي، ولد في 1945 في كينغستون في الولايات المتحدة.